# Al Overton
Alfred J. „Al“ Overton  (* 20. Mai 1912 in Connecticut; † 1. August 1985 in San Clemente, Kalifornien) war ein US-amerikanischer Tonmeister.

## Leben
Overton begann seine Karriere Mitte der 1950er Jahre und arbeitete zunächst an zahlreichen B-Movies und gelegentlich auch für das Fernsehen. Unter anderem war er an vier Jerry-Lewis-Filmkomödien sowie den Fernsehserien Fury und Invasion von der Wega beteiligt. 1972 war Overton gemeinsam mit Gordon K. McCallum und John W. Mitchell für den Oscar in der Kategorie Bester Ton nominiert, konnte den Preis jedoch nicht gewinnen.
Overton starb 1985 im Alter von 73 Jahren. Seine letzte Filmarbeit, der Horrorfilm Poltergeist II – Die andere Seite, erschien postum. Overtons Sohn Al Overton Jr. arbeitete ebenfalls als Tonmeister. Er war insgesamt viermal für den Oscar in der Kategorie Bester Ton nominiert, konnte den Preis jedoch ebenso wie sein Vater nie entgegennehmen.

## Filmografie (Auswahl)
- 1960: Marschbefehl zur Hölle (War Is Hell)
- 1966: Das Mondkalb (Way… Way Out!)
- 1967: Ein Froschmann an der Angel (The Big Mouth)
- 1969: Die Brücke von Remagen (The Bridge at Remagen)
- 1970: Wo, bitte, geht’s zur Front? (Which Way to the Front?)
- 1971: James Bond 007 – Diamantenfieber ( Diamonds Are Forever)
- 1975: Das Nervenbündel (The Prisoner of Second Avenue)
- 1976: Der letzte Scharfschütze (The Shootist)
- 1977: Telefon
- 1978: Damien – Omen II (Damien: Omen II)
- 1986: Poltergeist II – Die andere Seite (Poltergeist II: The Other Side)

## Nominierungen
- 1972: Oscar-Nominierung in der Kategorie Bester Ton für James Bond 007 – Diamantenfieber